# Jim Ronny Andersen
Jim Ronny Andersen (* 4. Mai 1975 in Songdalen) ist ein norwegischer Badmintonspieler. 

## Sportliche Karriere
1991 und 1993 gewann Andersen seine beiden Juniorentitel, vier Jahre später siegte er erstmals bei den Erwachsenen im Doppel mit Trond Wåland. Den Titel konnten beide 1998 verteidigen. 2000 gelang es Jim Ronny Andersen erstmals, den norwegischen Serienmeister Hans Sperre jr. im Herreneinzelfinale zu besiegen. Vier weitere norwegische Einzeltitel folgten bis 2005.
Im Jahr 2000 gewann Andersen die Norway International. Jim Ronny Andersen war 2004 der zweite norwegische Teilnehmer im Badminton bei Olympia. Er gewann dabei in der ersten Runde gegen Pedro Yang aus Guatemala mit 2:1 Sätzen. In der zweiten Runde verlor gegen Sony Dwi Kuncoro aus Indonesien deutlich in zwei Sätzen.

## Sportliche Erfolge
| Saison | Veranstaltung                                | Disziplin    | Name                                     |
| ------ | -------------------------------------------- | ------------ | ---------------------------------------- |
| 1991   | Norwegen: Einzelmeisterschaften der Junioren | Herrendoppel | Geute Eie / Jim Ronny Andersen           |
| 1993   | Norwegen: Einzelmeisterschaften der Junioren | Herreneinzel | Jim Ronny Andersen                       |
| 1997   | Norwegen: Einzelmeisterschaften              | Herrendoppel | Trond Wåland / Jim Ronny Andersen        |
| 1998   | Norwegen: Einzelmeisterschaften              | Herrendoppel | Trond Wåland / Jim Ronny Andersen        |
| 2000   | Norwegen: Internationale Meisterschaften     | Herreneinzel | Jim Ronny Andersen                       |
| 2000   | Norwegen: Einzelmeisterschaften              | Herreneinzel | Jim Ronny Andersen                       |
| 2001   | Norwegen: Einzelmeisterschaften              | Herreneinzel | Jim Ronny Andersen                       |
| 2002   | Norwegen: Einzelmeisterschaften              | Mixed        | Jim Ronny Andersen / Helene Abusdal      |
| 2003   | Norwegen: Einzelmeisterschaften              | Herreneinzel | Jim Ronny Andersen                       |
| 2004   | Norwegen: Einzelmeisterschaften              | Mixed        | Jim Ronny Andersen / Helene Abusdal      |
| 2004   | Norwegen: Einzelmeisterschaften              | Herreneinzel | Jim Ronny Andersen                       |
| 2004   | Norwegen: Einzelmeisterschaften              | Herrendoppel | Trond Wåland / Jim Ronny Andersen        |
| 2005   | Norwegen: Einzelmeisterschaften              | Herreneinzel | Jim Ronny Andersen                       |
| 2005   | Norwegen: Einzelmeisterschaften              | Herrendoppel | Jim Ronny Andersen / Lars Gunnar Abusdal |
| 2010   | Norwegen: Einzelmeisterschaften              | Mixed        | Jim Ronny Andersen / Helene Abusdal      |
| 2014   | Norwegen: Einzelmeisterschaften              | Mixed        | Jim Ronny Andersen / Helene Abusdal      |